# پانوفکا
پانوفکا (به لاتین: Panovka) یک منطقهٔ مسکونی در روسیه است که در سرزمین آلتای واقع شده‌است.